# Blind (пісня Korn)
 Blind  — перший сингл американської ню-метал — групи  Korn . Пісня з'явилася на першому  однойменному  альбомі групи.
Перша версія пісні була опублікована на демозапису групи, Neidermeyer's Mind, що вийшла в  1993. Між версіями пісні на демо і синглі були деякі відмінності, первісна версія мала більше хеві-металічне звучання, а версія, що з'явилася на дебютному LP групи, містила програш у стилі хіп-хоп. Цей програш досить сильно схожий на пісню Cypress Hill Lick A Shot.
Пісня використовувалася як фінальної теми в американській версії мультсеріалу «Вуличний боєць 2: Аніме», а також використовувалася у фільмі «Янголи Чарлі»  2000  року, режисер якого Джозеф МакГінті також поставив кілька відеокліпів Korn.
"Blind " є улюбленою піснею Korn у  Девіда Сільверії , колишнього барабанщика і одного із засновників групи.
Пісня використовувалася як відкриває треку на всіх шоу Korn аж до виходу альбому  Issues   в  1999, після якого відкриває піснею стала «Falling Away From Me». Однак, «Blind» завжди виконують «на біс».

## Відеокліп
Відео схоже на кліп «Shoots and Ladders». Korn виступають перед жвавими глядачами в невеликому приміщенні. На задньому плані приміщення можна побачити напис «Korn». Кліп вийшов у січні 1995.

## Витоки
Це одна з пісень, який Джонатан Девіс написав зі своїм колишнім одногрупником з Sexart, гітаристом Раяном Шаком і той факт, що Шак ні згаданий як автора пісні на альбомі, мало не довів справу до суду.
Пісня про захоплення Джонатана амфетамінами і марні спроби зав'язати. Згодом, він повністю припинив вживати наркотики і алкоголь.